# Protômero
Em biologia estrutural, um protômero é a unidade estrutural de uma proteína oligomérica . É a menor unidade composta de pelo menos duas cadeias de proteínas diferentes, que formam um hetero-oligômero maior, devido associação de duas ou mais cópias dessa unidade. Um protômero pode ser uma subunidade da proteína ou várias subunidades diferentes, que se unem em uma estequiometria definida para formar um oligômero. O protômero é o menor conjunto de diferentes subunidades que constituem o oligômero . O protômero geralmente se organiza em simetria cíclica . Os protômeros são a subunidade principal em um capsídeo viral.
O termo foi introduzido por Chetverin para tornar a nomenclatura na enzima Na / K-ATPase inequívoca. Esta enzima é composta por duas subunidades, uma grande subunidade catalítica, alfa, e uma subunidade glicoproteica menor, beta (mais um proteolipídeo, denominado subunidade γ). Na época, não estava claro quantas de cada uma subunidade, trabalhavam juntas. Além disso, quando se falava de dímero, não estava claro se elas se referiam a αβ ou a (αβ)2 .Chetverin sugeriu chamar αβ um protômero e (αβ) 2 um diprotômero. Protômeros geralmente providenciar em simetria cíclico para formar blocos de grupo de pontos simétricos. Em química, um denominado protômero é uma molécula que apresenta tautomerismo devido à posição de um próton.

## Exemplos
A hemoglobina é um heterotetrâmero que consiste em quatro subunidades (duas α e duas β). No entanto, estrutural e funcionalmente a hemoglobina é melhor descrita como (αβ) 2, por isso a chamamos de dímero de dois αβ-protômeros, ou seja, um diprotômero.
A aspartato carbamoiltransferase tem uma composição de subunidade α 6 β 6. Os seis αβ-protmeros estão dispostos em simetria D 3.
O capsídeo viral geralmente é composto de protômeros.
Exemplos em química incluem tirosina e ácido 4-aminobenzóico . O primeiro pode ser desprotonado para formar os ânions carboxilato e fenóxido, e o último pode ser protonado nos grupos amino ou carboxila.